# Weebosch
Weebosch, of eigenlijk: De Weebosch, is een dorp dat deel uitmaakt van de gemeente Bergeijk, in de Nederlandse provincie Noord-Brabant. Het dorp is gelegen in regio de Kempen. Op 1 januari 2015 had het 706 inwoners, een aantal dat nagenoeg stabiel blijft.

## Geschiedenis
De eerste zijdelingse vermelding van Weebosch dat toen Wedebosch heette, dateert van september 1299. Jan II, hertog van Brabant, bestemt op verzoek van Simon, investiet van Bergeyk, vrouwe Aleid en de gehele parochie van Bergeyk zekere hem toebehorende allodiale goederen voor het onderhoud van een nieuw gesticht altaar, met uitzondering echter van de novale tienden van Wedebosch.
In een charter (1326) van Hertog Jan III van Brabant wordt het gehucht Wedebosch ook genoemd.

## Bezienswaardigheden
- De Gerardus Majellakerk

## Natuur en landschap
Weebosch ligt parallel aan de Aa die stroomafwaarts overgaat in de Run. Er ligt een bescheiden landbouwgebied en niet ver daarvandaan liggen de uitgestrekte bossen en heidevelden van Boswachterij De Kempen en de Cartierheide.
De nabijgelegen buurtschap Witrijt kent een oud akkercomplex met esdek dat stamt uit de late middeleeuwen (1250 - 1500). Dit vormt vanouds een enclave in de voormalige woeste gronden, tegenwoordig de naaldbossen van Boswachterij De Kempen. Langs de Aa liggen restanten van houtwallen. Ook elders liggen zulke houtwallen die eens ten doel hadden om stuifzand vast te leggen.

## Film
In 2011 is er een film gemaakt over Weebosch met de titel Het Wonder van Weebosch. De film is gemaakt door Wendelien Voogd in opdracht van Omroep Brabant en heeft onder meer gedraaid op het International Documentary Filmfestival Amsterdam.

## Sport
- Voetbalvereniging RKSV De Weebosch
- Korfbalvereniging KV De Weebosch

## Verenigingen
De Weebosch kent 34 verenigingen die sinds 1978 met elkaar samenwerken in de GBVW (Gezamenlijke Belangen Verenigingen de Weebosch). In 2007 is de GBVW omgevormd tot Stichting Dorpsraad de Weebosch. De oude horizontale bestuurs- en overlegstructuur die gebaseerd was op een breed draagvlak bij de inwoners is overgenomen door de dorpsraad en in haar statuten verankerd.

## Nabijgelegen kernen
Loo, Luyksgestel, Eersel, Postel.